# Lipocarpha salzmanniana
Lipocarpha salzmanniana är en halvgräsart som beskrevs av Ernst Gottlieb von Steudel. Lipocarpha salzmanniana ingår i släktet Lipocarpha och familjen halvgräs. Inga underarter finns listade i Catalogue of Life.